# Semana Internacional del Acceso Abierto

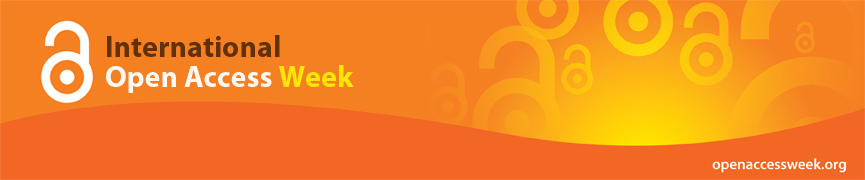
Banner de internet para la Semana del Acceso Abierto.

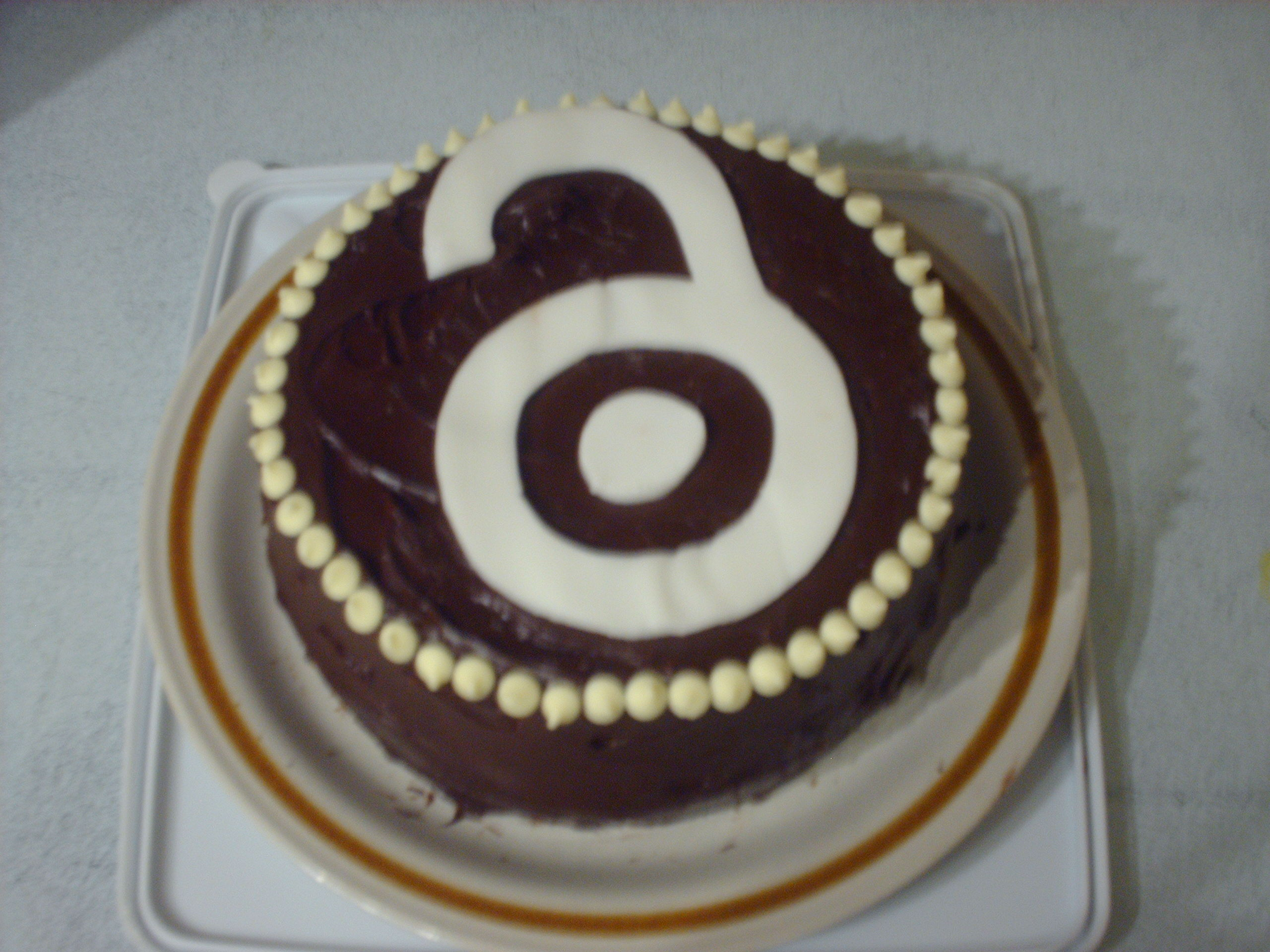
Pastel para la Semana del Acceso Abierto de 2010 durante las celebraciones en la Universidad de Lincoln, presentando el
logotipo del Acceso Abierto.

La Semana Internacional del Acceso Abierto es una iniciativa anual que promueve la defensa del acceso abierto, y la difusión del contenido académico centrado en acceso abierto y temas relacionados. Se celebra en muchos lugares del mundo durante la última semana completa de octubre tanto en línea como presencialmente. Las actividades típicas incluyen charlas, seminarios, symposiums, o el anuncio de liberación de contenidos u otros hitos en acceso abierto. Por ejemplo, la Sociedad Real escogió Semana del Acceso Abierto de 2011 para anunciar que liberaría los respaldos digitales de sus archivos, que datan desde 1665 hasta 1941.

## Historia

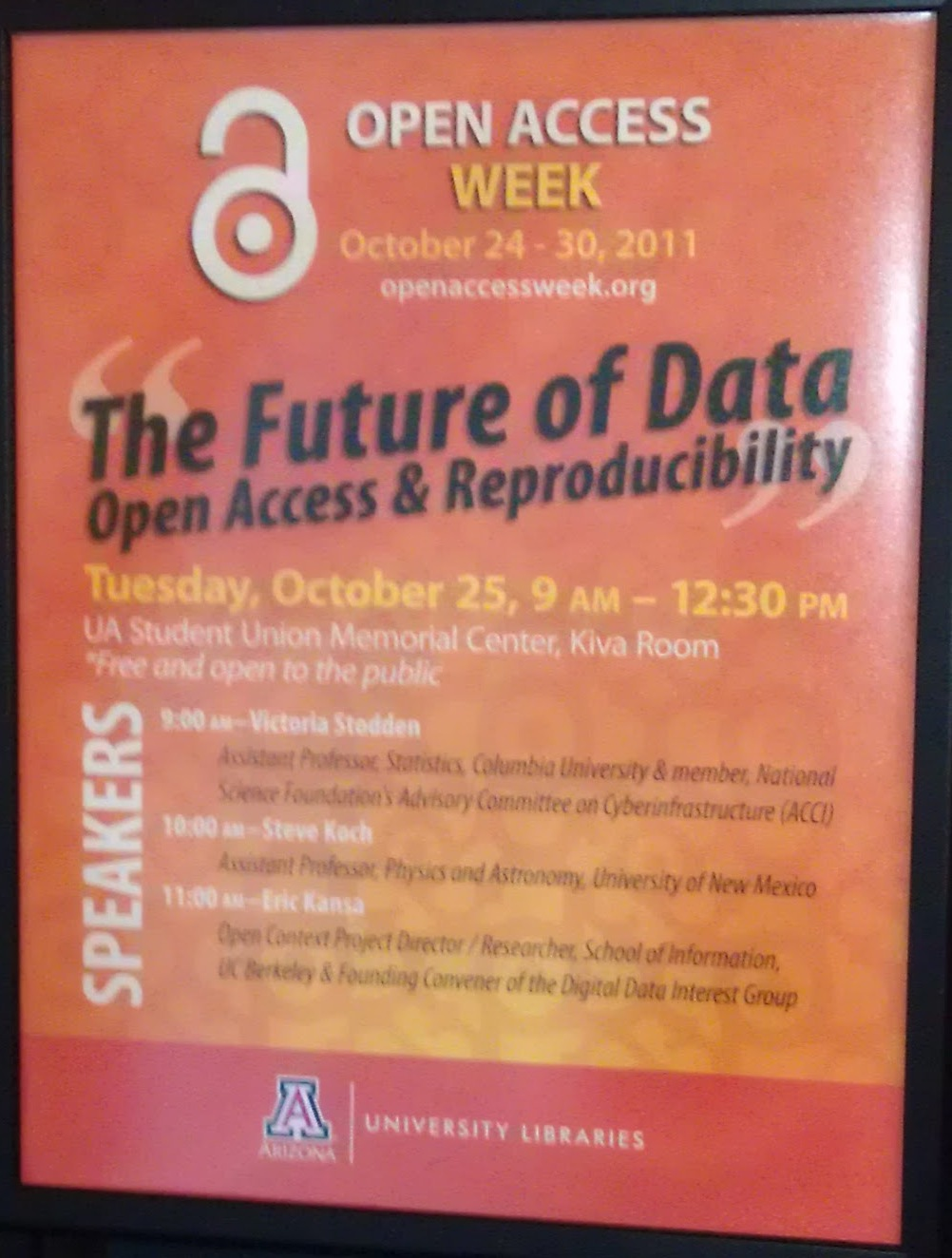
Simposio en la Universidad de Arizona, durante la Semana del Acceso Abierto. 25 de octubre de 2011

Semana de Acceso abierto tiene sus raíces en el Día Nacional de Acción por el Acceso Abierto del 15 de febrero de 2007, organizado en los Estados Unidos por Students for Free Culture y la Alliance for Taxpayer Access.
En 2008, se designó el 14 de octubre como el Día del Acceso Abierto, y el acontecimiento devino global. En 2009, el evento se expandió a una semana, de octubre 19 al 23. En 2010, tuvo lugar del 18 al 24 de octubre. Desde 2011 en adelante, se lleva a cabo en la última semana completa de octubre de cada año.

## Temas
En los primeros años, las organizaciones que celebran la Semana de Acceso Abierto establecían sus propios temas. Desde 2012, se establece un tema oficial.
- En 2023 (23 al 29 de octubre), el tema es "La comunidad frente a la comercialización" (Community over Commercialization)[9]
- En 2022 (24 al 30 de octubre), el tema es "Abierto para la justicia climática" (Open for Climate Justice)[10]
- En 2021 (25 al 31 de octubre), el tema fue "Importa cómo abrimos el conocimiento: Construyendo equidad estructural" (It Matters How We Open Knowledge: Building Structural Equity)[11]
- En 2020 (19 al 25 de octubre), el tema fue "Abrir con Propósito: Emprender acciones para construir equidad e inclusión estructurales" (Open with Purpose: Taking Action to Build Structural Equity and Inclusion)[12]
- En 2019 (21 al 27 de octubre), el tema fue "¿Abierto para quién? Equidad en conocimiento abierto" (Open for Whom? Equity in Open Knowledge)[13]
- En 2018 (22 al 28 de octubre), el tema fue "Diseño de bases equitativas para el conocimiento abierto" (Designing Equitable Foundations for Open Knowledge)[14]
- En 2017 (23 al 29 de octubre), el tema fue "¿Abierto para qué? (Open In Order To)[15]
- En 2016 (24 al 30 de octubre), el tema fue "Abierto en acción" (Open in Action)[16]
- En 2015 (19 al 25 de octubre), el tema fue "Abierto para Colaboración" (Open for Collaboration)[17]
- En 2014 (20 al 26 de octubre), el tema fue "Generación Abierta" (Generation Open)[18]
- En 2013 (21 al 27 de octubre), el tema fue  "Redefiniendo impacto" (Redefining impact)[19]
- En 2012 (del 22 al 28 de octubre), el tema fue "Establece como predeterminado el acceso abierto" (Set the Default to Open Access)[20]

## Acontecimientos
Los detalles de los eventos celebrados durante la Semana del Acceso Abierto se registran en el Directorio de Acceso Abierto. Se enlistan también en el sitio web de la Semana de Acceso Abierto.